# AH Cancri
AH Cancri is een meervoudige W Ursae Majoris-variabele in de open sterrenhoop M67. Het systeem is in 1960 door N.E. Kurochkin geclassificeerd als een RR Lyrae-variabele.
AH Cancri bestaat uit twee sterren die in 8,65 uur om hun massamiddelpunt draaien. De kleine ster heeft een diameter van 0,7 R☉ en de grote een diameter van 1,4 R☉. Beide sterren hebben hun Rochelob gevuld en zitten in feite aan elkaar vast, ook wel contactdubbelster genoemd. Ze zullen uiteindelijk samensmelten waarbij een blauwe achterblijver zal ontstaan.
Het vermoeden bestaat dat het systeem mogelijk een derde component heeft. Deze zorgt er waarschijnlijk voor dat de eerstgenoemde sterren elkaar versneld naderen.